# انگلتین
انگلتین (به انگلیسی: Engeletin) با فرمول شیمیایی C21H22O10 یک ترکیب شیمیایی با شناسه پاب‌کم 9793912 است. که جرم مولی آن ۴۳۴٫۳۹ گرم بر مول می‌باشد. 